# پسر (فیلم ۱۴۰۰)
پسر فیلمی به کارگردانی و نویسندگی نوشین معراجی و تهیه کنندگی مهدی فرد قادری محصول سال ۱۴۰۰ می‌باشد. این فیلم در بیست و هفتمین جشنواره بین‌المللی فیلم لیستاپاد بلاروس موفق به کسب جایزه بهترین فیلم بخش سینمای جوان و در چهل و سومین دوره جشنواره جهانی فیلم مسکو جایزه بهترین بازیگر مرد در بخش مسابقه اصلی و جایزه فدراسیون کلوب سینمایی روسیه را به دست آورد.

## داستان
روایت‌گر داستان پسر چهل ساله‌ای است که با مادر خود زندگی می‌کند. او علی‌رغم گذر از جوانی هنوز در کودکی خود باقی مانده و در گذران زندگی به مادر محتاج است اما این واقعیت را نمی‌پذیرد.

## بازیگران
- سهیل قنادان
- ناهید حدادی
- دنیا حیدری
- مجتبی فلاحی
- آیسان گل بابایی
- راحله صادقی
- کیمیا کامیار
- مریم نقیب
- اتابک نادری